# 勇者斗恶龙怪兽篇 旅团之心
《勇者斗恶龙怪兽篇 旅团之心》是角色扮演游戏勇者斗恶龙怪兽系列第三部作品，游戏由艾尼克斯发行在2003年3月29日发行于日本Game Boy Advance平台。游戏的消息由《Fami通》在2002年和《勇者斗恶龙VIII》的消息同时发布。和其它勇者斗恶龙作品类似，游戏由堀井雄二领衔开发。
本作是继《特鲁尼克大冒险2》后第二个发行于Game Boy Advance的勇者斗恶龙游戏。作为PlayStation平台游戏《勇者斗恶龙VII》的前传，《旅团之心》主角为该游戏中的角色Keifer王子。这也是最后一部以艾尼克斯名义开发的勇者斗恶龙游戏，在游戏发布几天后的2003年4月1日，艾尼克斯和史克威尔进行了合并。

## 情节
在Keifer王子10岁生日时，王子想搞出些小麻烦，并从Gran Estard城堡溜出。这令他的父亲非常生气，在王子最后要被抓住时，他藏进了自己的房间。当他躲在壁橱里时，一个叫Magarugi的幻魔王出现并告诉Keifer，如果找到洛特之珠就能实现一个愿望。Keifer被拉进Torland的心灵王国，即《勇者斗恶龙II》的世界。在他刚到达时便遇到了由软弱的领导人Luin带领的旅团。Luin也在为了救他生病的父母而寻找宝珠。在他们第一次共同战斗之后，旅团要求由Keifer来带领他们。为了治愈Luin的父母并让Keifer回到Gran Estard，玩家需要在世界各地旅行寻找宝珠。

## 系统
游戏对系列做了大幅变更，其中包括取消抚育系统；代之的是当击败了《旅团之心》中的怪物后，玩家有可能得到“怪兽之心”，并可以用其合成一种更强力的新怪物。在本作中，人类也可以在战斗中和怪物作战。人类角色有近20种职业，如猎人、吟游诗人、战士、舞者、魔法师和绘图者等。
除了上述变化，本作中玩家旅行时必须携带马车，它可以使怪物或人类角色加入队伍。马车可以同时乘坐12个角色，但有一定的载重限制。

## 评价
《旅团之心》在发售时是最畅销游戏，游戏在前3个月售出538,000份，并在销售期内售出593,000份。《Fami通》杂志为游戏打了35/40，进入了白金殿堂。